# Siracena
Siracena (em grego: Σιρακηνή; romaniz.: Sirakēnḗ; em armênio: Շիրակ; romaniz.: Širak), segundo a Geografia de Ananias de Siracena (século VII), foi um gavar (cantão) da província de Airarate, na Armênia.

## História

Armênia em 150. Airarate situa-se mais ao centro

Siracena correspondia à região de Eriaque (Eriaḫe) dos registros do Reino de Urartu. Segundo Estrabão, recebeu seu nome posterior dos siracenos da Sarmácia, que supostamente invadiram e se instalaram ali. Compreendia uma área de 3 730 quilômetros quadrados no curso médio e superior do rio Acuriã. Seus principais centros eram Xiracavão, Xiracaxata (depois Mauricópolis) e as cidades fortificadas de Cumairi e Ani. Fazia parte dos domínios régios arsácidas em Airarate e foi concedido aos cansaracânidas, um dos ramos cadetes dos arsácidas, como seu apanágio. Em 591, com a concessão de vastas porções da Armênia ao imperador Maurício (r. 582–602) pelo xainxá Cosroes II (r. 590–628), foi incorporado na recém-fundada província da Armênia Inferior.
O poderio local dos cansaracânidas foi enfraquecido em 771-772, quando o Califado Abássida sufocou uma grande revolta armênia na qual estiveram envolvidos. Os Camsaracanos venderam seus domínios aos bagrátidas comandados pelo príncipe Asócio IV Bagratúnio (r. 806–826) e migraram ao Império Bizantino. Como parte dos domínios bagrátidas, fez parte do Reino medieval da Armênia (884–1045), cuja capital foi estabelecida em 961 em Ani. Em 1045, com a conquista do reino pelos bizantinos, Siracena foi incorporado no Tema da Ibéria com capital em Ani, mas em 1064 a cidade seria perdida aos turcos seljúcidas. Siracena passou aos curdos xadádidas (1064–1199) e eventualmente aos bagrátidas georgianos, que o concederam como apanágio aos zacáridas (1201). Nos séculos XIII e XV, esteve suscetível aos ataques de hordas mongóis e turcomanas até sua eventual conquista pelo Império Otomano. Em 1828, foi conquistado pelo Império Russo.